# Unión Deportiva Torre del Mar
La Unión Deportiva Torre del Mar (o U.D. Torre del Mar) es un equipo de fútbol español con sede en Torre del Mar, Vélez-Málaga, en la comunidad autónoma de Andalucía. Fundado en 1971, actualmente juega en Tercera Federación (grupo 9), celebrando sus partidos como local en el Estadio Juan Manuel Azuaga, con capacidad para 2.000 espectadores.

## Historia
Fundado en 1971 como Club Deportivo Torre del Mar, el club pasó a llamarse Unión Deportiva Torre del Mar en 1974. Tras jugar varios años en la Regional Preferente, el club entró en inactividad en 2014, volviendo sólo un año después.
Tras permanecer inactivo de nuevo en 2016, Torre del Mar volvió a la acción en 2017 bajo el nombre de Torre del Mar Fútbol Club, e inmediatamente logró el ascenso desde la Tercera División Andaluza. El club volvió a su anterior denominación y logró otros tres ascensos consecutivos para alcanzar una división nacional por primera vez en su historia.
En enero de 2024, el club fue comprado por Daniel Pastor, antiguo administrador concursal del Málaga CF, junto a un grupo de empresarios también vinculados a la fundación del CD Málaga 1903.

## Otras secciones
Aparte del primer equipo, la UD Torre del Mar cuenta con otros equipos de fútbol que participan en diferentes categorías: 
- Equipo filial (B), juega en Tercera División Andaluza Sénior.
- Dos equipos juveniles, en Cuarta División Andaluza Juvenil.
- Equipo femenino (desde 2020), en Segunda División Andaluza Femenina Sénior.

Cuenta asimismo con tres equipos de fútbol-sala:
- Sénior, en Tercera División de F.S.
- Juvenil, en Segunda División Andaluza Juvenil de F.S.
- Cadete, en Segunda División Andaluza Cadete de F.S.

## Palmarés
| Torneo                                | Campeón | Año del título     |
| ------------------------------------- | ------- | ------------------ |
| Tercera Andaluza Sénior de Málaga     | 1       | 2017-18            |
| Segunda Regional Provincial de Málaga | 2       | 1977-78 y 1979-80. |
| Regional Preferente de Málaga         | 1       | 2006-07.           |
| Primera Andaluza Sénior de Málaga     | 1       | 2019-20.           |
| División de Honor Andaluza grupo 02-A | 1       | 2020-21.           |

En la temporada 2023-24 alcanzó la eliminatoria de cuartos de final de la fase nacional de la Copa RFEF 2023, siendo derrotado (4-1) por el San Roque de Lepe.

### Trayectoria histórica 1971-2024
En las tablas adjuntas se indica la división en la que el primer equipo ha jugado cada temporada, el orden (#Div) que ocupa esta competición en el sistema de ligas de España y la posición alcanzada por el equipo a final de cada temporada.
| Temporada | #Div | División   | Posición | Copa del Rey |
| --------- | ---- | ---------- | -------- | ------------ |
| 1971–72   | 6    | 2ª Reg.    | 14°      |              |
| 1972–73   | 6    | 2ª Reg.    |          |              |
| 1973–74   | 6    | 2ª Reg.    |          |              |
| 1974–75   | 6    | 2ª Reg.    |          |              |
| 1975–76   | 6    | 2ª Reg.    | 9°       |              |
| 1976–77   | 6    | 2ª Reg.    | 18°      |              |
| 1977–78   | 7    | 2ª Reg.    | 1°       |              |
| 1978–79   | 7    | 2ª Reg.    | 6°       |              |
| 1979–80   | 7    | 2ª Reg.    | 1°       |              |
| 1980–81   | 6    | 1ª Reg.    | 8°       |              |
| 1981–82   | 6    | 1ª Reg.    | 11°      |              |
| 1982–83   | 5    | Reg. Pref. | 18°      |              |
| 1983–84   | 5    | Reg. Pref. | 10°      |              |
| 1984–85   | 5    | Reg. Pref. | 13°      |              |
| 1985–86   | 5    | Reg. Pref. | 19°      |              |
| 1986–87   | 5    | Reg. Pref. | 12°      |              |
| 1987–88   | 5    | Reg. Pref. | 8°       |              |
| 1988–89   | 5    | Reg. Pref. | 10°      |              |
| 1989–90   | 5    | Reg. Pref. | 15°      |              |
| 1990–91   | 5    | Reg. Pref. | 7°       |              |

| Temporada | #Div | División   | Posición | Copa del Rey |
| --------- | ---- | ---------- | -------- | ------------ |
| 1991–92   | 5    | Reg. Pref. | 15°      |              |
| 1992–93   | 6    | 1ª Reg.    |          |              |
| 1993–94   | 5    | Reg. Pref. | 18°      |              |
| 1994–95   | 6    | 1ª Reg.    |          |              |
| 1995–96   | 5    | Reg. Pref. | 17°      |              |
| 1996–97   | 6    | 1ª Reg.    |          |              |
| 1997–98   | 5    | Reg. Pref. | 8°       |              |
| 1998–99   | 5    | Reg. Pref. | 6°       |              |
| 1999–2000 | 5    | Reg. Pref. | 5°       |              |
| 2000–01   | 5    | Reg. Pref. | 2°       |              |
| 2001–02   | 5    | Reg. Pref. | 10°      |              |
| 2002–03   | 5    | Reg. Pref. | 5°       |              |
| 2003–04   | 5    | Reg. Pref. | 8°       |              |
| 2004–05   | 6    | Reg. Pref. | 2°       |              |
| 2005–06   | 5    | 1ª And.    | 13°      |              |
| 2006–07   | 6    | Reg. Pref. | 1°       |              |
| 2007–08   | 5    | 1ª And.    | 16°      |              |
| 2008–09   | 5    | 1ª And.    | 16°      |              |
| 2009–10   | 6    | Reg. Pref. | 4°       |              |
| 2010–11   | 5    | 1ª And.    | 18°      |              |

| Temporada | #Div         | División     | Posición     | Copa del Rey |
| --------- | ------------ | ------------ | ------------ | ------------ |
| 2011–12   | 6            | Reg. Pref.   | 14°          |              |
| 2012–13   | 6            | Reg. Pref.   | 9°           |              |
| 2013–14   | 6            | Reg. Pref.   | 18°          |              |
| 2014–15   | No participó | No participó | No participó |              |
| 2015–16   | 8            | 3ª And.      | 12°          |              |
| 2016–17   | No participó | No participó | No participó |              |
| 2017–18   | 8            | 3ª And.      | 1°           |              |
| 2018–19   | 7            | 2ª And.      | 3°           |              |
| 2019–20   | 6            | 1ª And.      | 1°           |              |
| 2020–21   | 5            | Div. Hon.    | 1°           |              |
| 2021–22   | 5            | 3ª RFEF      | 8°           |              |
| 2022–23   | 5            | 3ª Fed.      | 4°           |              |
| 2023–24   | 5            | 3ª Fed.      | 5°           |              |
| 2024–25   | 5            | 3ª Fed.      |              |              |

- Desde la temporada 2021-22, lleva 4 temporadas jugando en Tercera Federación, quinta categoría del fútbol español.